# Österskog

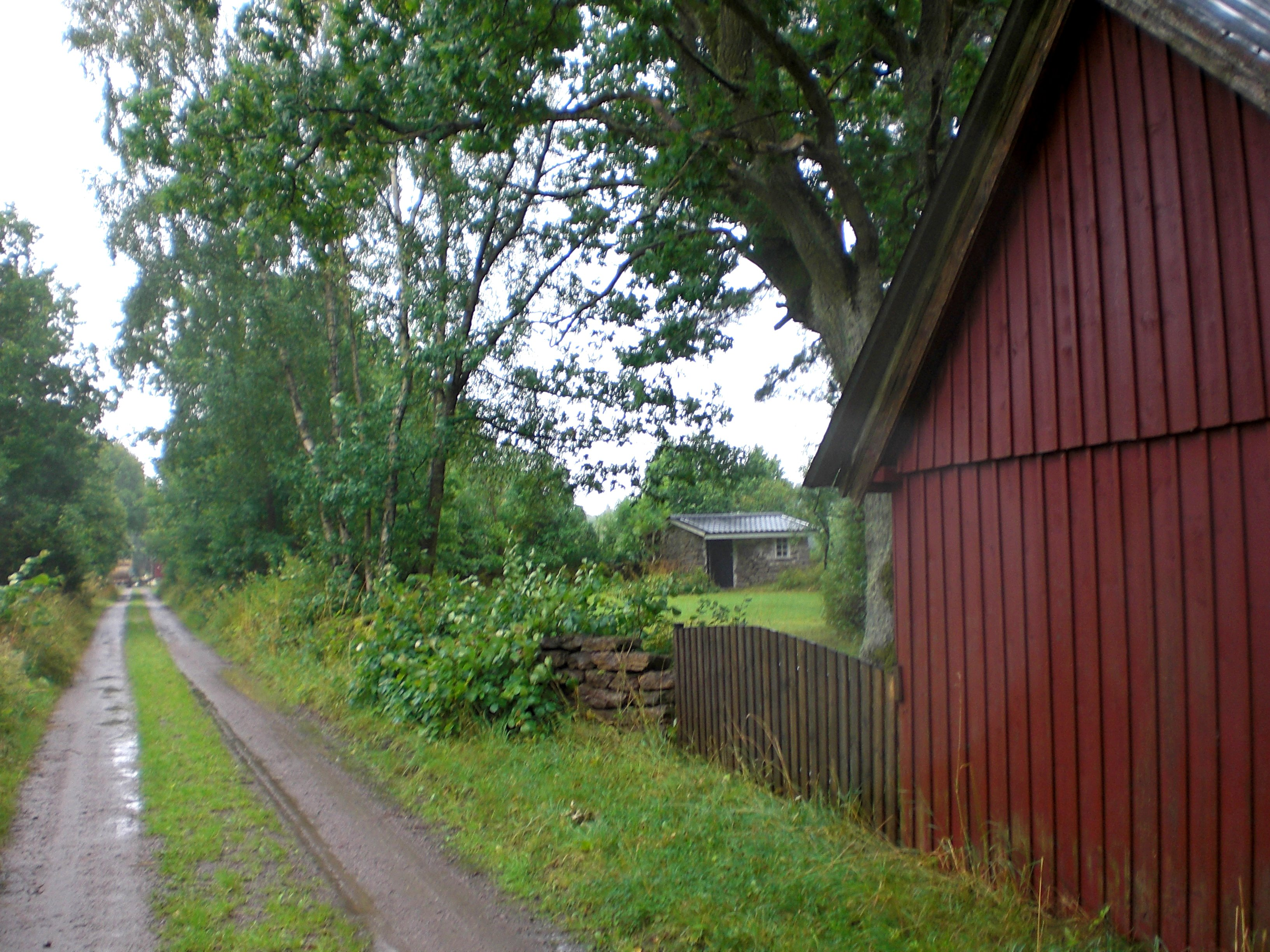
Weg durch Österskog

Österskog ist ein zur Gemeinde Mörbylånga gehörendes Dorf auf der schwedischen Ostseeinsel Öland. Die Geschichte des Dorfes gilt als Beispiel für die ärmlichen und elenden Verhältnisse des 19. und 20. Jahrhunderts in einigen öländischen Gebieten.

## Lage
Das deutlich weniger als 50 Einwohner zählende Dorf liegt von Wäldern umgeben im Zentrum der Insel. Es ist nur über eine etwa drei Kilometer lange Stichstraße zu erreichen, die von der Glömminge mit Spjutterum verbindenden Straße nach Norden abzweigt.
Der Ort besteht heute nur noch aus wenigen verstreut liegenden Häusern und diversen überwucherten Ruinen. Einige der alten Katen wurden zu Sommerhäusern umgebaut.

## Geschichte

### Baumschulgehölz
Im Jahr 1801 gab der schwedische Staat die bis dahin für Öland sehr restriktiven Jagd- und Forstbestimmungen auf. Der bis dahin vollständig königliche Wald wurde an andere Nutzer abgegeben. Der Ostwald in Mittelöland blieb jedoch zunächst im staatlichen Besitz. Aufgrund der hier stehenden großen Eichen, war der Wald für die schwedische Kriegsmarine zum Bau von Schiffen von Bedeutung. Dieses zum Baumschulgehölz erklärte Areal wurde von einer hohen Mauer umgeben, um den Waldbestand zu sichern. Junge Eichensetzlinge wurden gepflanzt. Möglicherweise war die Mauer vergleichbar mit der Karl X. Gustafs mur im Süden Ölands. Ein Forstaufseher wohnte vor Ort. Die Ruinen der Wohnung sind noch erkennbar.

### Gründung Österskogs
Das Unternehmen erwies sich jedoch nicht als erfolgreich. Zumindest wurde bereits 1814 die Eichenplantage wieder eingeschränkt. Das Gebiet des Waldes wurde in neue Höfe, das Dorf Österskog, verwandelt. Die Höfe erhielten alle eine Größe von dreiachtel Hufen. Das Dorf wurde der Gemeinde Högsrum zugeordnet, an die Österskog jedoch nicht angrenzte. 1869 kam Österskog dann zur Gemeinde Glömminge. Die Einwohnerzahl Österskogs betrug zu diesem Zeitpunkt etwa 50 Personen.
Das Gebiet umfasste eine Fläche von 100 Hektar mit der Mauer umgebene Fläche und weiteren 25 Hektar außerhalb der Mauer.
Erbpächter des so geschaffenen Kronenhofes Österskog wurde im April 1815 der Borgholmer Kaufmann Anders Råberg. 1816 ging das Land für 1768 Reichstaler in den Privatbesitz Råbergs über. Es setzte ein extremer Raubbau an den natürlichen Ressourcen des Gebietes ein. Kurz nach dem Erwerb des Landes verkaufte Råberg bereits Holz im Wert von 30.000 Reichstalern. Die Erwartung, dass der Wald in Privatbesitz besser gepflegt würde erwies sich als falsch.
1841 wurde Österskog dann für 2330 Reichstaler an Johan Magnus Rylander aus Stora Rör verkauft. Der bis dahin noch erhaltene Rest des ursprünglich Waldes verschwand dann innerhalb weniger Jahre. Das ursprünglich waldreiche Gebiet hatte sein Aussehen völlig verändert. Auch seine bisherige auf eine forstwirtschaftliche Nutzung eingerichtete Wirtschaftsgrundlage war verschwunden.

### Wirtschaftlicher Niedergang

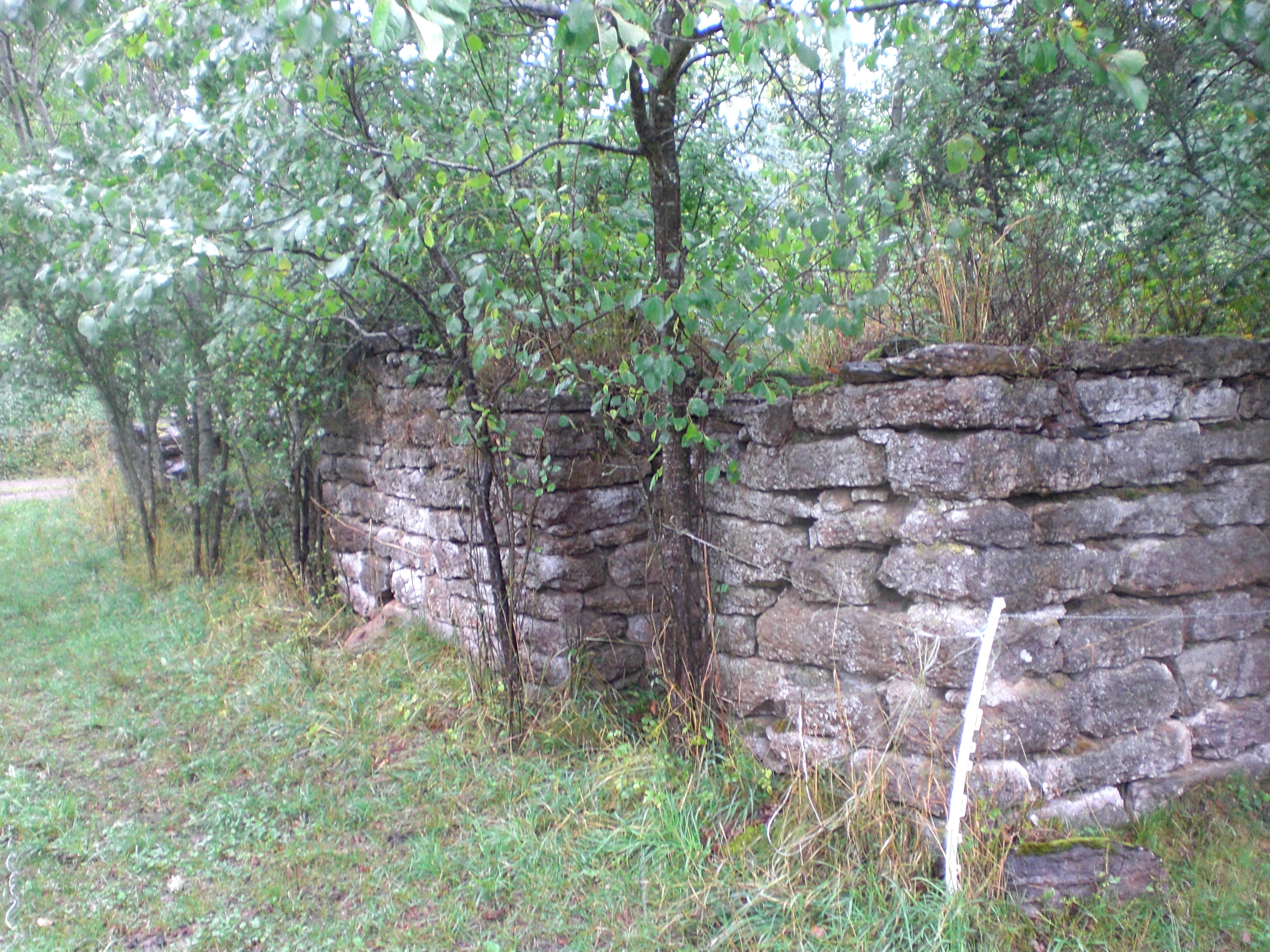
Ruine in Österskog

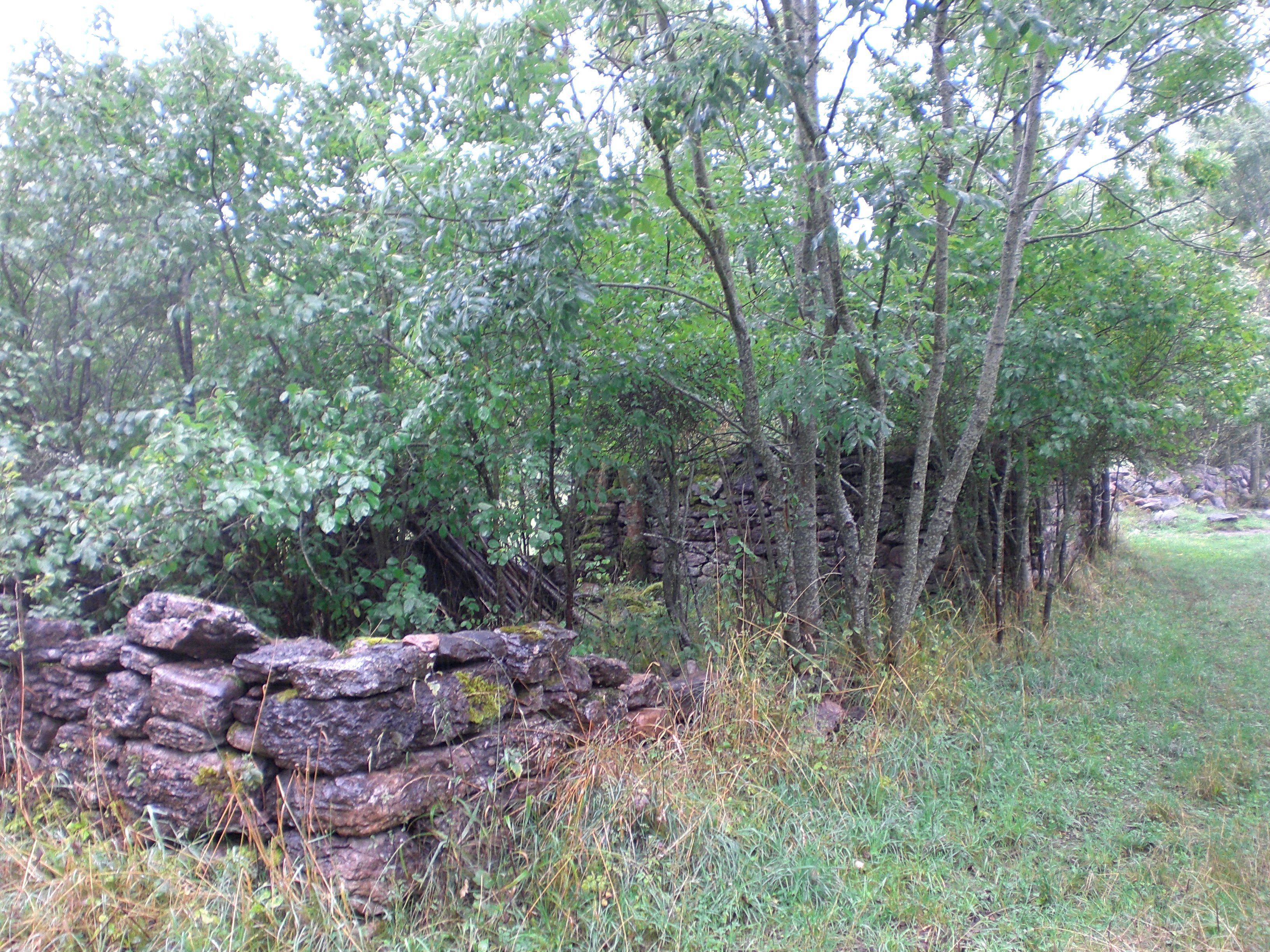

Rylander teilte im Gebiet elf Parzellen mit einer Größe von jeweils einer Achtel Hufe ein. Je Parzelle verlangte er einen Kaufpreis von lediglich 200 Reichstalern. Das Kaufinteresse war aufgrund des für günstig gehaltenen Kaufpreises groß. Für die Käufer erwies sich der Erwerb jedoch als finanzielles Fiasko. Der Boden war so schlecht, dass sich nur geringe Erträge erzielen ließen. Der Boden konnte nur ein Jahr genutzt werden und musste dann brach liegen, wozu allerdings auch eine ungenügende Düngung beitrug. Der Erdschicht des Ackers betrug zum Teil nur 20 cm. Zum Teil kamen Bodentiefen von weniger als 10 cm vor. Die westlichen Parzellen waren etwas besser als die übrigen. 
Auch die für den Erfolg landwirtschaftlicher Betriebe erforderlichen Wiesen gab es nicht ausreichend. Die Erträge waren so schlecht, dass sich ein Mähen der Wiesen nicht lohnte. Vollzugsbeamte stellten im August 1869 fest, dass ein Bauer auf einer Fläche von 24 Morgen nur einen Leiterwagen voll Heu erntete. Nur in Bereich wo vereinzelte Bäume und Buschwerk erhalten geblieben war, war auch die Qualität der Wiesen besser.
Ähnlich verhielt es sich mit der Viehwirtschaft. Von acht 1869 aufgeführten Bauern, hielten drei keinerlei Tiere, weil diese von Gläubigern gepfändet waren. Zwei hielten eine Kuh, zwei weitere ein Pferd. Ein Bauer besaß eine Kuh und ein Pferd. Vergleichbar große Höfe in anderen Gegenden Ölands hielten etwa sechs Kühe, einige Ochsen und Pferde, vier bis fünf junge Rinder und sechs bis sieben Schafe.
Insgesamt war festzustellen, dass der schlechte Boden und die nur geringe Hofgröße nicht ausreichte, den Bauern eine Möglichkeit zum Lebensunterhalt zu geben. Die zu zahlenden Steuern orientierten sich noch am Wert des Gebiets, als es dicht mit Wald bestanden war. Das ursprünglich wertvolle Land war jedoch durch die Abholzung wirtschaftlich fast wertlos. Bemühungen der Betroffenen geringere dem Einkommen angemessene Steuern auferlegt zu bekommen, scheiterten jedoch über lange Zeiträume.
Andere Erwerbsmöglichkeiten gab es nicht. Der sonst auf Öland naheliegende Fischfang, war für die Österskoger aufgrund der mittigen Lage des Ortes auf der Insel nicht möglich, darüber hinaus hätten auch die Fischereirechte gefehlt. Ein weiterer häufiger Nebenverdienst auf Öland war das Schleifen von Steinen. Hierfür war der im Bereich Österskogs vorhandene Kalkstein jedoch ungeeignet, dies zumindest im Verhältnis zu den Kalksteinvorkommen im Norden der Insel. Die Bauern und ihre Familien verdingten sich daher häufig als Tagelöhner auf anderen Höfen außerhalb Österskogs, was die Bewirtschaftung des eigenen Gehöfts weiter erschwerte.
In der Not veräußerten die Bauern auch die das Gebiet umgebende Mauer als Baumaterial. Angesichts der in Öland reichlich vorhandenen Steine dürfte der erzielte Preis nur geringfügig gewesen sein.
In der Folge dieser Gesamtsituation verarmten die neuen Bauern und mussten dann ihre Höfe verlassen. Die nachfolgenden Erwerbern erwartete das gleiche Schicksal. Die Bewohner Österskogs waren häufig auf die Wohltätigkeit anderer angewiesen und stellten eine schwere Belastung dar. Insbesondere die Kinder wurden zum Betteln geschickt. Unsinnigerweise hatten die Österskoger Bauern, als freie Bauern geltend, auch Beiträge an die Armenfürsorge der Gemeinde zu entrichten.
Die Lebensumstände der Österskoger Bauern wurden als elend beschrieben. In den zum Wohnen dienenden Katen wurde neben der Lagerung der erzielten Ernte häufig auch die einzige Kuh gehalten. Auch das Dreschen soll oft im Wohnzimmer erfolgt sein. Tuberkulose trat häufig auf. Auch war eine hohe Kindersterblichkeit festzustellen.
Die schlechten Lebensbedingungen bestanden bis in das 20. Jahrhundert hinein.